# آموس موزانر
آموس موزانر (انگلیسی: Amos Mosaner؛ زادهٔ ۱۲ مارس ۱۹۹۵) ورزشکار کرلینگ اهل ایتالیا است. او دارنده مدال طلای المپیک است و در المپیک زمستانی ۲۰۲۲ به همراه استفانیا کنستانتینی قهرمان مسابقات دوبل مختلط شد.